# Fertrève
Fertrève é uma comuna francesa na região administrativa de Borgonha-Franco-Condado, no departamento Nièvre. Estende-se por uma área de 22,2 km². Em 2010 a comuna tinha 103 habitantes (densidade: 4,6 hab./km²).